# Järvakandi
Järvakandi es un municipio estonio perteneciente al condado de Rapla.
A 1 de enero de 2016 tiene 1256 habitantes en una superficie de 4,83 km².
La localidad es famosa en el país por haber sido la sede del festival de rock Rabarock, donde actuaron conocidos grupos de rock nacionales e internacionales entre 2005 y 2012.
Se sitúa al sur del condado, cerca del límite con el condado de Pärnu. Su pequeño término municipal está rodeado por Kehtna.